# Ramuntcho (film, 1919)
Pour les articles homonymes, voir Ramuntcho.

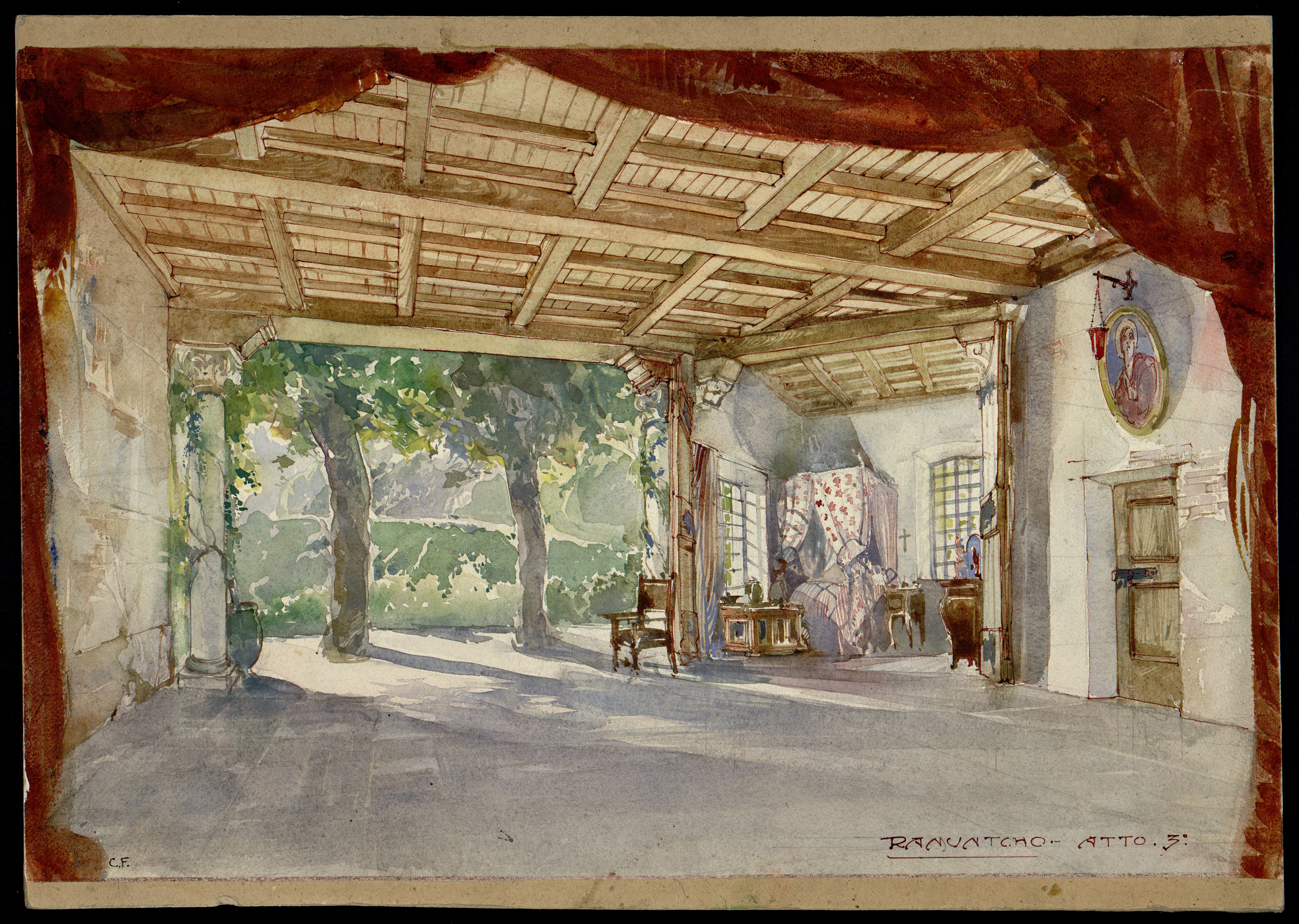
La chambre de Franchita, décor du tournage, peinte par Cesare Fratino en 1921

Ramuntcho est un film français réalisé par Jacques de Baroncelli en 1918 et sorti en salle en 1919.

## Synopsis
Le jeune contrebandier basque Ramuntcho est fiancé avec Gracieuse dont la mère s'oppose formellement à leur union. Ramuntcho part faire son service militaire en Indochine. À son retour, décidé à partir pour l'Amérique, il découvre que son amoureuse est entrée dans les ordres. Il envisage alors de l'enlever mais y renonce au dernier moment en la voyant plongée dans ses prières.

## Fiche technique
- Réalisation : Jacques de Baroncelli
- Scénario : d'après le roman éponyme de Pierre Loti
- Adaptation : Jacques de Baroncelli
- Société de production : Le Film d'Art
- Société de distribution : Pathé frères
- Pays de production : France
- Format : Noir et blanc - Muet - 1,33:1 - 35 mm, longueur de 830 mètres
- Durée : court-métrage de 30 minutes
- Genre : Drame et romance
- Date de sortie : 
  - France : 31 janvier 919

## Distribution
- René Lorsay : Ramuntcho
- Yvonne Anny : Gracieuse
- Jeanne Brindeau : Dolorès, la mère de Gracieuse
- Jacques Roussel : Arrochlcoa, le frère de Gracieuse